# CE-markering

Vertegenwoordiging CE-markering

Een CE-markering is een label dat op vele producten zichtbaar, leesbaar en onuitwisbaar moet worden aangebracht voordat zij binnen de Europese Economische Ruimte (EER) mogen verhandeld worden, ongeacht waar ze werden vervaardigd. Bij een CE-markering hoort een verplicht waardedocument met daarop de technische documentatie over het ontwerp, de fabricage en de werking van een product om aan te tonen dat het product aan de geldende Europese technische eisen voldoet.
Een CE-markering wordt niet gezien als een keurmerk maar als label in de vorm van een logo dat de fabrikant zelf moet aanbrengen op een product of verpakking met bijhorende verplichte EU-conformiteitsverklaring. In deze conformiteitsverklaring geeft de fabrikant aan verantwoordelijk te zijn en alle Europese richtlijnen in acht te hebben genomen voor de geldende eisen qua gezondheid, veiligheid, prestatie en milieu.

## Hoedanigheid
Het doel van de CE-markering is enerzijds de bevordering van de vrije goederenhandel binnen de EER en anderzijds harmonisatie van de wetgeving van de EER-landen voor productveiligheid en -gezondheid. Voor elektrische apparaten geldt bijvoorbeeld dat ze geen storende elektromagnetische straling mogen veroorzaken en ook geen andere toestellen mogen verstoren. Op het gebied van in-vitro diagnostica (IVD) gelden dan weer andere aspecten. Een aangemelde instantie in de Nando-databank kijkt in dit geval of het niveau van ontwerp, fabricage, product en IVD aan de gestelde technische eisen voldoet.

## Procedure
De procedures voor het aanbrengen van de CE-markering zijn gebaseerd op het EU-besluit 93/465/EEG. De aanleiding tot dit besluit vormt "Europa 1992" waarbij het vrij verkeer van personen (Schengenakkoorden) en goederen wordt nagestreefd. De verschillende nationale eisen die tot dat moment van kracht waren, vormden een de facto handelsbarrière.
Aangezien Europa geen land of federatie is, worden er afspraken gemaakt door middel van verdragen. Door middel van verdragen zoals het Verdrag van Rome en het Verdrag van Lissabon is afgesproken dat lidstaten Europese regelgeving, binnen de in het verdrag gestelde termijn, vertalen en in hun nationale wetgeving opnemen. Hierdoor is er in de praktijk sprake van "Europese wetgeving".

## EU-specificaties
De CE-markering is niet voor alle producten verplicht maar enkel waarvoor EU-specificaties bestaan. Het mag niet aangebracht worden als de EU-specificaties geen CE-markering voorschrijven. Sommige producten vereisen één of meerdere EU-specificaties en zijn een wettelijke verplichting op producten. Een voorbeeld zijn producten die onder de "Nieuwe Aanpak"-richtlijnen vallen. Dat zijn bijvoorbeeld elektrische apparaten, machines, gastoestellen, speelgoed, liften, meetinstrumenten (water-, gas- en elektriciteitsmeters, weegschalen enz.), persoonlijke beschermingsmiddelen (veiligheidshelmen, signalisatiekleding en dergelijke) en medische hulpmiddelen.

## Zelfcertificering of uitbesteding
Het onderzoeken van de conformiteit met de regelgeving voor CE-markering is grotendeels zelfcertificering. Dit houdt in dat de fabrikant of importeur zelf de benodigde metingen en onderzoeken mag uitvoeren. Maar een fabrikant mag ook resoluut kiezen voor dergelijke metingen uit te besteden via instituut naar keuze.
In bepaalde gevallen is een EG-type goedkeuring voorgeschreven en dient gebruikgemaakt te worden van een door de overheid aangemelde instantie (notified body). Bijvoorbeeld bij gastoestellen en persoonlijke beschermingsmiddelen. De CE-markering van een EG-typegoedgekeurd product, waarbij een aangewezen instantie betrokken is bij controle van de productie (EG-toezicht, afhankelijk van de gekozen conformiteits- of overeenstemmingsprocedure) is te herkennen aan de 4 cijfers achter de CE-markering. De viercijferige code verwijst naar de aangemelde instantie die de beoordeling van de productie doet (EG-toezicht). Welke aangemelde instantie bij welk nummer behoort, kan op de website van de Europese Commissie worden opgezocht in NANDO. In tegenstelling tot wat vaak wordt gedacht, mag niet de code van de aangemelde instantie worden vermeld die het EG-typeonderzoek heeft uitgevoerd. Aangemelde instanties worden door de lidstaten aangemeld bij de Europese Commissie.

## Controle
Lidstaten moeten producten waarop de CE-markering is aangebracht op hun markt toelaten. Enkel wanneer een lidstaat kan aantonen dat een product niet aan de essentiële eisen van één of meer richtlijnen voldoet, mag het product van de markt geweerd worden. Het niet kunnen overhandigen van de conformiteitsverklaring aan de toezichthouder(s) kan echter óók leiden tot een maatregel/sanctie (immers kan dan niet worden vastgesteld dat er volledig voldaan is aan de conformiteitsbeoordelingsprocedure).

## Misbruik en misleiding

Het verschil tussen de Europese en Chinese CE-markeringen, de Chinese CE-markering is geen officieel teken: "China Export" bestaat niet.

### Chinese Export
Net als ieder merk, wordt ook de CE-markering misbruikt. Op 27 november 2007 stelde Zuzana Roithová hierover een vraag in het Europees parlement. Op 9 januari 2008 volgde het antwoord van Günter Verheugen namens de commissie. Hieruit blijkt dat het valse (Chinese) CE-logo of de certificatie ervan niet officieel bestaan. Het is de taak van de Europese lidstaten om toezicht te houden op het naleven van het correct gebruik van het CE-logo.

### Nederland
Het onterecht aanbrengen van de CE-markering en/of opstellen en ondertekenen van de conformiteitsverklaring (ook wel: EG-verklaring van overeenstemming genoemd) is een economisch delict en valt in Nederland onder de Wet op de economische delicten. Toezicht hierop vindt in Nederland plaats door bijvoorbeeld de toezichthouders Nederlandse Voedsel en Waren Autoriteit en de Rijksinspectie Digitale Infrastructuur.

## Toepassingen
New Approach Notified and Designated Organisations is een officieel instrument van de Europese Commissie dat een overzicht biedt van de Europese Richtlijnen en verordeningen die tot een CE-markering kunnen leiden.
- 90/385/EEG Actieve implanteerbare medische hulpmiddelen
- 93/42/EEG Medische hulpmiddelen (MDD, wordt uitgefaseerd)
- 98/79/EG Medische hulpmiddelen voor in-vitrodiagnostiek (wordt uitgefaseerd)
- 2000/14/EG Geluidsemissie in het milieu door materieel voor gebruik buitenshuis
- 2004/552/EG Interoperabiliteit van het Europese netwerk voor luchtverkeersbeveiliging
- 2006/42/EG Machines
- 2008/57/EG Interoperabiliteit van het spoorwegsysteem in de Gemeenschap (herschikking)
- 2009/48/EG Speelgoedveiligheid
- 2009/750/EG Besluit Europese elektronische tolheffingsdienst en de bijbehorende technische onderdelen (implementing Directive 2004/52/EG)
- 2010/35/EU Vervoerbare drukapparatuur
- 2011/305/EU Verordening Bouwproducten
- 2013/29/EU Pyrotechnische artikelen
- 2013/53/EU Pleziervaartuigen
- 2014/28/EU Explosieven voor civiel gebruik
- 2014/29/EU Drukvaten van eenvoudige vorm
- 2014/30/EU Elektromagnetische compatibiliteit
- 2014/31/EU Niet-automatische weegwerktuigen
- 2014/32/EU Meetinstrumenten
- 2014/33/EU Liften
- 2014/34/EU Apparaten en beveiligingssystemen bedoeld voor gebruik op plaatsen waar ontploffingsgevaar kan heersen
- 2014/35/EU Elektrisch materieel bestemd voor gebruik binnen bepaalde spanningsgrenzen (laagspanning)
- 2014/53/EU Radioapparatuur en telecommunicatie-eindapparatuur
- 2014/68/EU Drukapparatuur
- 2014/90/EU Uitrusting van zeeschepen
- 2016/424/EU Kabelbaaninstallaties voor personenvervoer
- 2016/425/EU Persoonlijke beschermingsmiddelen
- 2016/426/EU Gastoestellen
- 2017/745/EU Medische hulpmiddelen (MDR)
- 2017/746/EU Medische hulpmiddelen voor in-vitrodiagnostiek